# Lafayette megye (Florida)
Lafayette megye az Amerikai Egyesült Államokban, azon belül Florida államban található. Megyeszékhelye és legnagyobb városa Mayo. Lakosainak száma 8226 fő (2020. április 1.). Lafayette megye Suwannee, Gilchrist, Dixie, Taylor és Madison megyékkel határos.

## Népesség
A megye népességének változása:
| Lakosok száma | 8815 | 8818 | 8809 | 8848 | 8663 | 8226 |
|               | 2010 | 2011 | 2012 | 2013 | 2015 | 2020 |